# Ambrosio Rabanales
Ambrosio Rabanales Ortiz (Santiago, 11 de julio de 1917-ibídem, 20 de noviembre del 2010) fue un escritor, lingüista y gramático chileno.

## Carrera
Entre 1936 y 1941, estudió Filología Clásica y Filosofía en la Universidad de Chile. También recibió el título de profesor de castellano y doctor en Filología Románica, grado académico al que accedió con la confección de una tesis sobre el español de Chile. Realizó cursos de posgrado como profesor visitante en las universidades de Bonn, Augsburgo, Bucarest, Universidad Nacional Autónoma de México y Universidad Nacional de San Juan (Argentina).
En 1952 se desempeñó como catedrático de Gramática sincrónica española en la Universidad de Chile y en 1970 fue nombrado director del Instituto de Filología. A partir de 1991, integró la Academia Chilena de la Lengua, presidiendo la comisión de gramática. Además, fue miembro de la Real Academia Española y de varias instituciones lingüísticas y científicas de orden nacional e internacional, como el Círculo Lingüístico de Santiago, la Asociación de Lingüística y Filología de América Latina y la Sociedad Chilena de Lingüística (Sochil) —de esta última fue presidente entre 1971 y 1981—. También fue miembro de honor del Comité Internacional de Ciencias Onomásticas (Bélgica).
Fue defensor del esperanto y uno de los precursores en la inserción de este lenguaje en su país. Investigó los trastornos del lenguaje (especialmente las afasias) y la neurolingüística, y colaboró con revistas de la temática lingüística, como Lexis y Thesaurus.

## Obra
Investigó el tema del estructuralismo lingüístico y de la fonología española en Chile. A partir de 1966, junto a Lidia Contreras, dirigió el "Proyecto de estudio coordinado de la norma lingüística culta del español hablado en las principales ciudades de Iberoamérica y de la península Ibérica"; muchas de sus obras tienen relación con este trabajo. También publicó libros de cuentos y poemas. Escribió más de cien obras, entre ellas:
- 1953 Introducción al estudio del español de Chile.
- 1955 La somatolalia.
- 1956 Observaciones acerca de la rima.
- 1958 Recursos lingüísticos, en el español de Chile, de expresión de la afectividad.
- 1963 Las siglas: un problema de fonología española.
- 1963 Tendencias métricas en los sonetos de Gabriela Mistral.
- 1974 Queísmo y dequeísmo en el español de Chile.
- 1974 Relaciones asociativas en torno al “Canto Negro”, de Nicolás Guillén.
- 1974 Asociación de Lingüística y Filología de América Latina (ALFAL)
- 1978 Repercusión de las corrientes lingüísticas contemporáneas en Iberoamérica.
- 1979 El habla culta de Santiago de Chile. Materiales para su estudio.
- 1985 ¿Qué es hablar correctamente?.
- 1987 Léxico del habla culta de Santiago de Chile.
- 1990 El habla culta de Santiago de Chile. Materiales para su estudio.
- 1992 La normatividad académica según el “Esbozo de una nueva gramática de la lengua española”.
- 1992 Métodos probatorios en gramática científica.
- 1995 Estructura gramatical del español: el flexema nominal y el flexema verbal.

## Premios
- 2001 Medalla Rector Juvenal Hernández Jaque.[5]